# Bounty (baton)

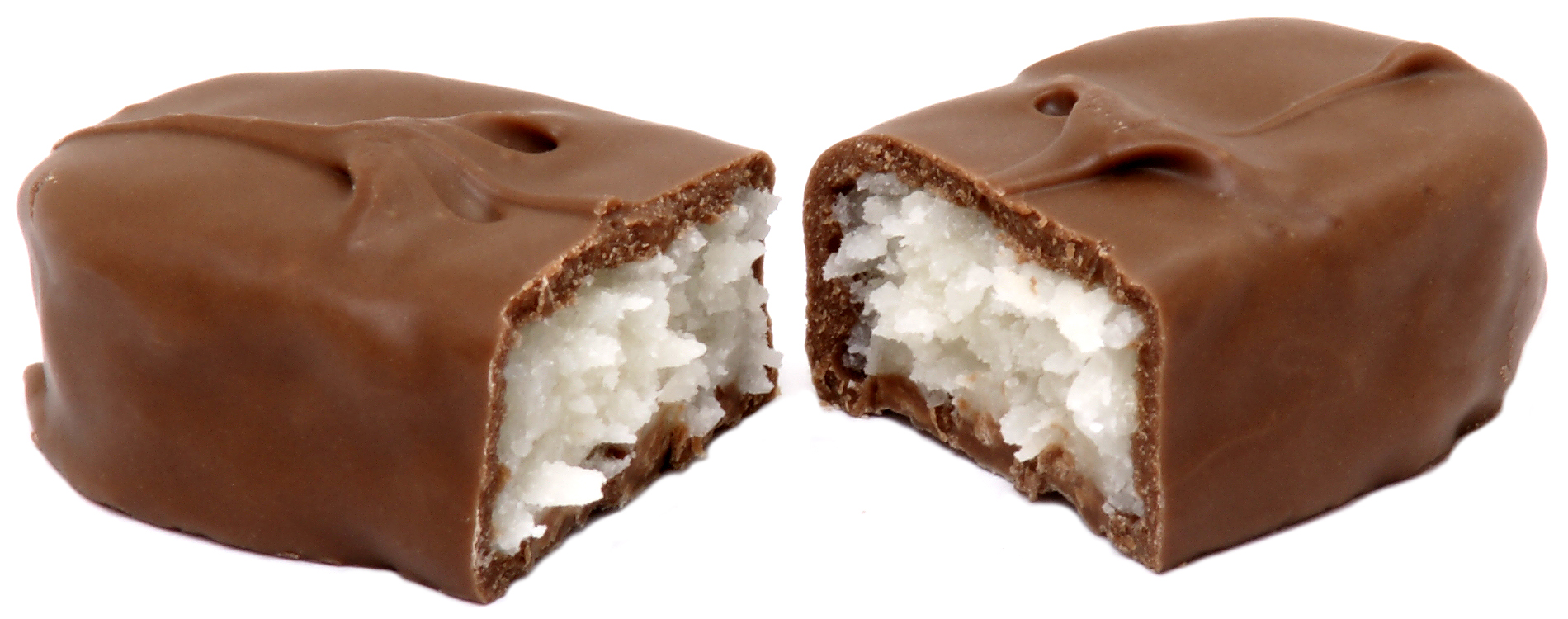
Przepołowiony baton Bounty

Bounty – baton czekoladowy produkowany przez Mars Incorporated.
Składa się z masy wiórków kokosowych oblanych mleczną czekoladą. W klasycznym opakowaniu znajdują się dwa batony. Baton zawiera 469 kcal/100g, co daje 267,3 kcal/baton (57 gramów).

## Składniki
Składniki: cukier, wiórki kokosowe (ok. 21%), syrop glukozanowy, masło kakaowe, odtłuszczone mleko w proszku, miazga kakaowa, emulgator (mono- i diglicerydy kwasów tłuszczowych), lecytyna sojowa (E 471), laktoza, tłuszcz mleczny, serwatka w proszku, glicerol (substancja utrzymująca wilgotność E422), sól, aromat.
Od 2007 roku wszystkie batony Bounty w Europie nie są już wegeteriańskie. Może to dotyczyć również krajów spoza Europy. Serwatka w takich produktach jak Twix, Celebrations, Bounty i Milky Way wytwarzana jest przy udziale podpuszczki zwierzęcej.